# Connie Mack IV
Cornelius Alexander McGillicuddy IV, känd som Connie Mack IV, född 12 augusti 1967 i Fort Myers, Florida, är en amerikansk republikansk politiker. Han representerar Floridas 14:e distrikt i USA:s representanthus sedan januari 2005.
Mack avlade 1993 kandidatexamen vid University of Florida. Han har två barn från sitt första äktenskap: Addison och Connie V. Han gifte om sig 2007 med kongressledamoten Mary Bono. Han är son till före detta senatorn Connie Mack III. Basebollmanagern Connie Mack var hans farfars far.
Han röstade emot frihandelsavtalet CAFTA och är för stamcellsforskning.
Mack besegrades av ämbetsinnehavaren Bill Nelson i senatsvalet 2012.